# Howard Becker
Howard Saul Becker (Chicago, 18 april 1928 – San Francisco, 16 augustus 2023) was een Amerikaans socioloog die vooral heeft bijgedragen aan de sociologie van deviant gedrag, kunstsociologie en muzieksociologie. Hij schreef daarnaast ook over de sociologische schrijfstijlen en methodologieën. 

## Leven en werk
Becker is vooral bekend door zijn boek Outsiders (1963), dat de grond vormde voor de etiketteringstheorie. Zijn werk wordt geassocieerd met het symbolisch interactionisme en het sociaal constructivisme, hoewel hij zelf deze labels niet onderschrijft. Onder meer omdat hij ook zelf een student was aan de universiteit van Chicago wordt hij gezien als een lid van de tweede 'Chicago school of sociology', met onder meer Erving Goffman en Anselm Strauss.
In zijn boek Outsiders stelt hij de hypothese voor dat gedrag niet onder de categorie valt van 'afwijkend' door de handeling zelf, maar door de reactie van anderen op die handeling. Een bepaalde handeling is bijvoorbeeld een misdrijf of een teken van waanzin omdat anderen op die handeling dat etiket of label plakken. In die zin is het label van 'deviant gedrag' geen fenomeen dat gewoon gegeven is in de wereld, maar iets dat juist cultureel geconstrueerd wordt door de interactie tussen mensen. 
Een ander bekend artikel van Becker is Becoming a Marihuana User (1953), waarin hij stelt dat een individu pas een marihuanagebruiker wordt als hij eerst leert op de juiste manier marihuana te roken; ten tweede leert de effecten ervan te erkennen en te linken met het roken; en ten derde leert te genieten van deze ervaring. Een gebruiker worden is met andere woorden een ingewikkeld sociaal proces waarin vele vormen van gedrag moeten worden aangeleerd.
Becker heeft ook altijd een interesse gehad in het fenomeen kunst en plaatste dit onderwerp meermaals centraal in zijn sociologisch onderzoek. Zo stelt hij bijvoorbeeld in Art Worlds (1982) dat kunst moet bekeken worden als collectief product van vele individuen, eerder dan als product van het eenzame genie. Men kan met andere woorden ook in de kunstsector van een arbeidsdeling spreken en moet kunstproductie steeds bekijken in de bredere sociale context.
Becker overleed op 95-jarige leeftijd.

### Boeken
- Boys in White: Student Culture in Medical School with Blanche Geer, Everett C. Hughes and Anselm Strauss (Chicago: University of Chicago Press, 1961). ISBN 978-0-87855-622-9
- Outsiders: Studies in the Sociology of Deviance. (New York: The Free Press, 1963). ISBN 978-0-684-83635-5
- The Other Side: Perspectives on Deviance. ed. Becker, Howard S.  (New York:The Free Press, 1964).  ISBN 0-02-902210-X
- Making the Grade: The Academic Side of College Life with Blanche Geer and Everett C. Hughes (New York: Wiley, 1968). ISBN 978-1-56000-807-1
- Sociological Work: Method and Substance. (Chicago: Adline, 1970) reeks papers, inclusief enkele niet eerder gepubliceerde papers: "On Methodology" and "Field Work Evidence." ISBN 978-0-87855-630-4
- Art Worlds. (Berkeley: University of California Press, 1982). ISBN 978-0-520-25636-1
- Writing for Social Scientists. (Chicago: University of Chicago Press, 1986, Second Edition, 2007). ISBN 978-0-226-04132-2
- Doing Things Together: Selected Papers, (Evanston: Northwestern University Press, 1986). ISBN 978-0-8101-0723-6
- Tricks of the Trade: How to Think about Your Research While You're Doing It (Chicago: University of Chicago Press, 1998). ISBN 978-0-226-04124-7
- Telling About Society. (Chicago: University of Chicago Press, 2007). ISBN 978-0-226-04126-1
- Do You Know . . . ? The Jazz Repertoire in Action (Chicago: University of Chicago Press, 2009), with Robert R. Faulkner. ISBN 978-0-226-23921-7
- Thinking Together: An E-mail Exchange and All That Jazz (Los Angeles: USC Annenberg Press, 2013), with Robert R. Faulkner.  ISBN 978-1-62517203-7
- What About Mozart? What About Murder? (Chicago: University of Chicago Press, 2015). ISBN 978-0-226-16635-3

### Artikelen
1973–1994
- “Confusion of Values”, originally published in French as “La Confusion de Valeurs”, pp. 11–28 in Pierre-Michel Menger and Jean-Claude Passeron, eds., L’art de la recherche: Melanges, Paris: La Documentation Française, 1994.
- “Professionalism in Sociology: The Case of C. Wright Mills”, pp. 175–87 in Ray Rist, editor, The Democratic Imagination: Dialogues on the Work of Irving Louis Horowitz, New Brunswick: Transaction Books, 1994.
- “American Popular Song”, pp. 9–18 in Ton Bevers, ed., Artists—Dealers—Consumers: On the Social World of Art, Hilversum: Verloren, 1994.
- “Children’s Conceptions of Money: Concepts and Social Organization,” in Social Organization and Social Process, David Maines, ed., Aldine Publishing Co., 1991, pp. 45–57.
- “Consciousness, Power and Drug Effects,” Society, 10 (May, 1973) pp. 26–31. Uitgebreide versie verscheen in the Journal of Psychedelic Drugs, 6 (January–March, 1974) pp. 67–76

1995–2004
- “Visual Evidence: A Seventh Man, the Speciﬁed Generalization, and the Work of the Reader” Visual Studies, (2002) 17, pp. 3–11.
- “Studying the New Media,” Qualitative Sociology 25 (3), 2002, pp. 337–43
- “Drugs: What Are They?” (Published in French as “Les drogues: que sont-elles?,” pp. 11–20 in Howard S. Becker, ed., Qu’est-ce qu’une drogue?, Anglet: Atlantica, 2001)
- “The Etiquette of Improvisation ,” Mind, Culture, and Activity, 7 (2000), pp. 171–76 and 197–200.
- “The Chicago School, So-Called,” Qualitative Sociology, 22 (1), 1999, pp. 3–12.
- “Talks Between Teachers,” (with Shirah Hecht), Qualitative Sociology, 20 (1997), pp. 565–79.
- “Hypertext Fiction,” pp. 67–81 in M. Lourdes Lima dos Santos, Cultura & Economia, Lisbon: Edicões do Instituto de Ciências Sociais, 1995.
- “The Power of Inertia,” Qualitative Sociology 18 (1995), pp. 301–309.

2004–2007
- “ASA Convention,” Social Psychology Quarterly, (2007) 4, pp. cover, 1–2.
- “How we deal with the people we study: ‘The Last Seminar’ revisited,” pp. 26–36 in David Downes, et al. eds., Crime, Social Control and Human Rights, Cullompton: Willan Publishing, 2007
- "The Jazz Repertoire." Enonciation artistique et socialité. Edited by Jean-Philippe Uzel (Harmattan: Paris 2006), pp. 243–51.
- “The Lay Referral System: The Problem of Professional Power,” Knowledge, Work and Society, (2006) 4, pp. 65–76.
- “A Dialogue on the Ideas of ‘World’ and ‘Field’ with Alain Pessin,” Sociological Forum, 21 (2006), pp. 275–86.
- "The Jazz Repertoire," with Robert R. Faulkner, Sociologie de l'art (2005), pp. 15–24.
- “Inventer chemin faisant: comment j’ai écrit Les mondes de l’art” (“Making it up as you go along: How I Wrote Art Worlds,”) pp. 57–73 in Daniel Mercure, ed., L’analyse du social: Les modes d’explication, Quebec: Les Presses de l’Université Laval, 2005.
- “Jazz Places,” pp. 17–27 in Andy Bennett and Richard A. Peterson, eds., Music Scenes: Local, Translocal, and Virtual, Nashville: Vanderbilt University Press, 2004; and in French in Sociologie et Societé, 2004.

2008–heden
- "Learning to Observe in Chicago,” in Jean Peneff, La goût de l'observation (Paris: La Découverte, 2009), pp. 60–61, 76-77 and 126-27 (en français).
- "Twenty Three Thoughts About Youth." La marque jeune, edited by Marc-Olivier Gonseth, Yann Laville and Grégoire Mayor (Neuchâtel: Musée d'ethnographieNeuchâtel).
- "Studying Something You Are Part of: The View From the Bandstand", Ethnologie Française, XXXVIII (2008), pp. 15–21.